# Brake (Unterweser)
Brake (Unterweser) är en stad i det nordvästtyska distriktet Landkreis Wesermarsch i delstaten Niedersachsen. Staden har cirka 15 000 invånare och är centralort i Wesermarsch. Staden ligger inom Oldenburger Land.

## Geografi
Brake ligger på det nordtyska låglandet mellan städerna Bremerhaven, Bremen, Oldenburg och Wilhelmshaven på västra stranden av floden Unterweser. I norr gränsar Brake mot Stadland, i söder mot Elsfleth och i väster mot Ovelgönne. Staden är omgiven av marskland som till övervägande del används som jordbruksmark.

## Historia

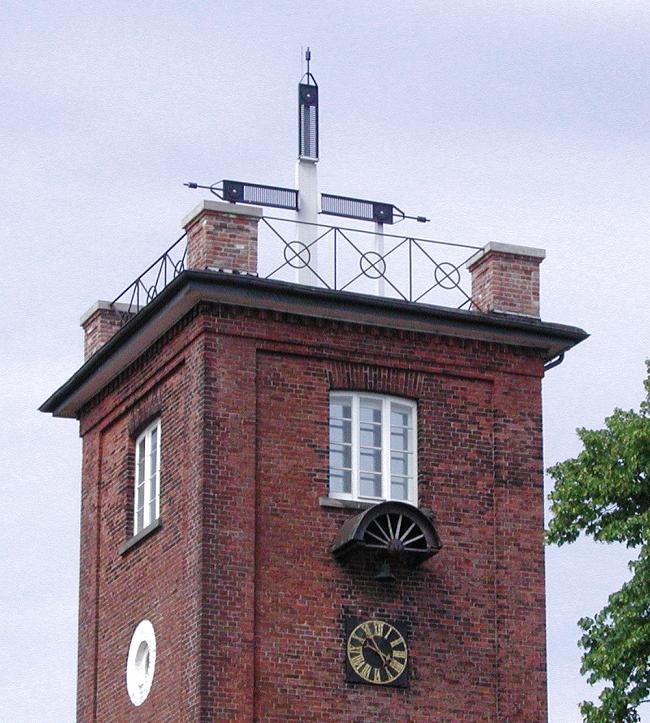
Optiska telegrafen i Brake

Områdets första bosättare var fiskare och bönder som byggde sina gårder på kullar (terp) för att undvika översvämningar i samband med tidvatten och stormfloder från Nordsjön. Runt år 1100 ökade befolkningen i samband med att ärkebiskopen i Bremen påbjöd kolonisation av området. Först år 1384 omämns orten som Brake to Harghen i samband med att en skyddsvall mot havet förstördes. Fram till år 1531 byggs olika skyddsvallar i området och på så sätt lyckas man torrlägga stora landområden vid Jadebusen. Nuvarande Brake är byggt på tre öar som låg i detta område inom Oldenburger Land.
På 1600-talet blev Brake en omlastningsstation för flodtrafiken på Weser. På 1700-talet blomstrade staden till följd av trafiken på Weser och 1814 blev Brake en egen kommun. I februari 1825 förstördes staden i samband med en stormflod. År 1835 blev Brake en frihamn och 1856 fick staden stadsrättigheter.
Anläggandet av Bremerhaven innebar att Brakes betydelse som hamn minskade, men staden levde kvar. Under början av 1900-talet fanns här en betydande industri, med skeppsvarv, motor- och textilfabriker, tobaks- och kemisk industri.

## Näringsliv
Brake är byggt kring hamnen som fortfarande är av stor betydelse för staden. Hamnen kan ta emot djupgående fartyg oberoende av tidvattnet.